# Salmijarvi

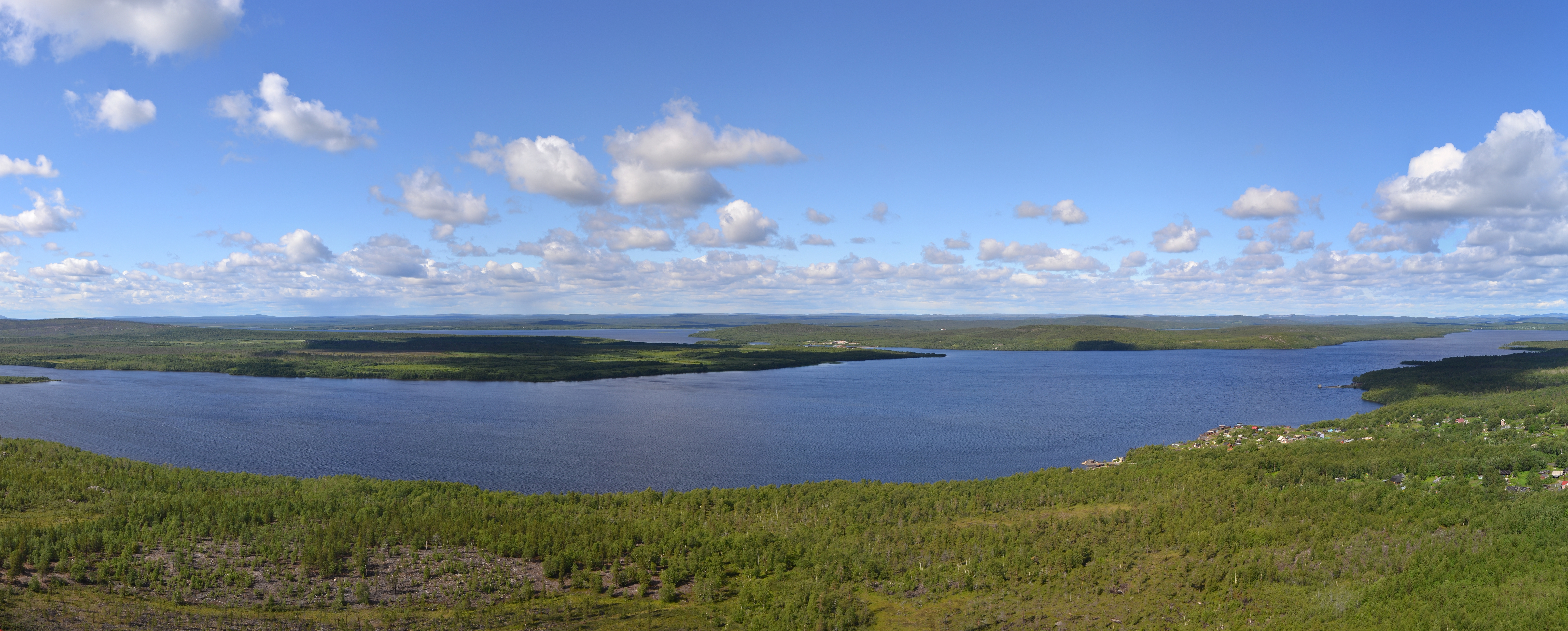
Sjön Kuetsjarvi, sedd österifrån mot Norge. Sundet mellan Kuetsjarvi och Svanevatn, med Salmijarvi på den norra sidan, syns i bildens mitt.

Salmijarvi (ryska: Сальмиярви, finska: Salmijärvi) är en småort i Petjenga distrikt i Murmansk oblast i Ryssland.
Byn ligger vid Kuotsjärvisundet, ett en kilometer långt och 200 meter brett sund mellan Svanevatn (finska: Salmijärvi) och Kuotsjarvi, ett bakvatten till Svanevatn/Pasvikälven. Salmijarvi, som tillhörde Finland 1920-1944 och då benämndes Salmijärvi, ligger strax väster om staden Nikel, vilken under den finländska tiden benämndes Kolosjoki efter älven vid staden.

## Befolkning
År 1929 hade Salmijärvi 441 invånare, varav 394 finskspråkiga, 41 skoltsamer och sex ryssar. Salmijärvis befolkning växte snabbt i Finland. Befolkningen ökade från början av 1930-talet med uppbyggnaden av gruva och utvinningsindustri i Nikel, dåvarande Kolosjoki. År 1938 hade Salmijärvi 831 invånare och 1939 1.509. Under den finländska tiden gick en bilfärja över Pasvikälven till Svanvik i Norge. Idag går den enda förbindelsen med Norge över Borisoglebsks och Storskogs gränsstationer nära Elvenes i norr.
Invånarantalet 2010 var endast 71 personer.